# Podgłębokie
Podgłębokie – kolonia w Polsce położona w województwie lubelskim, w powiecie łęczyńskim, w gminie Cyców.
W Podgłębokiem gospodarstwo rolne prowadził były poseł Samoobrony RP Józef Żywiec, który w 2003 zginął w wypadku samochodowym. W Podgłębokiem mieści się Młodzieżowy Ośrodek Wychowawczy oraz Sala Królestwa miejscowego zboru Świadków Jehowy.
W latach 1975–1998 miejscowość administracyjnie należała do województwa chełmskiego.
Kolonia stanowi sołectwo Cyców. Według Narodowego Spisu Powszechnego z roku 2011 kolonia liczyła 293 mieszkańców.